# Powiat Kuma
Powiat Kuma (jap. 球磨郡 Kuma-gun) – powiat w Japonii, w prefekturze Kumamoto. W 2024 roku liczył 47 212 mieszkańców.

## Miejscowości
- Asagiri
- Nishiki
- Taragi
- Yunomae
- Itsuki
- Kuma
- Mizukami
- Sagara
- Yamae